# Wu quan

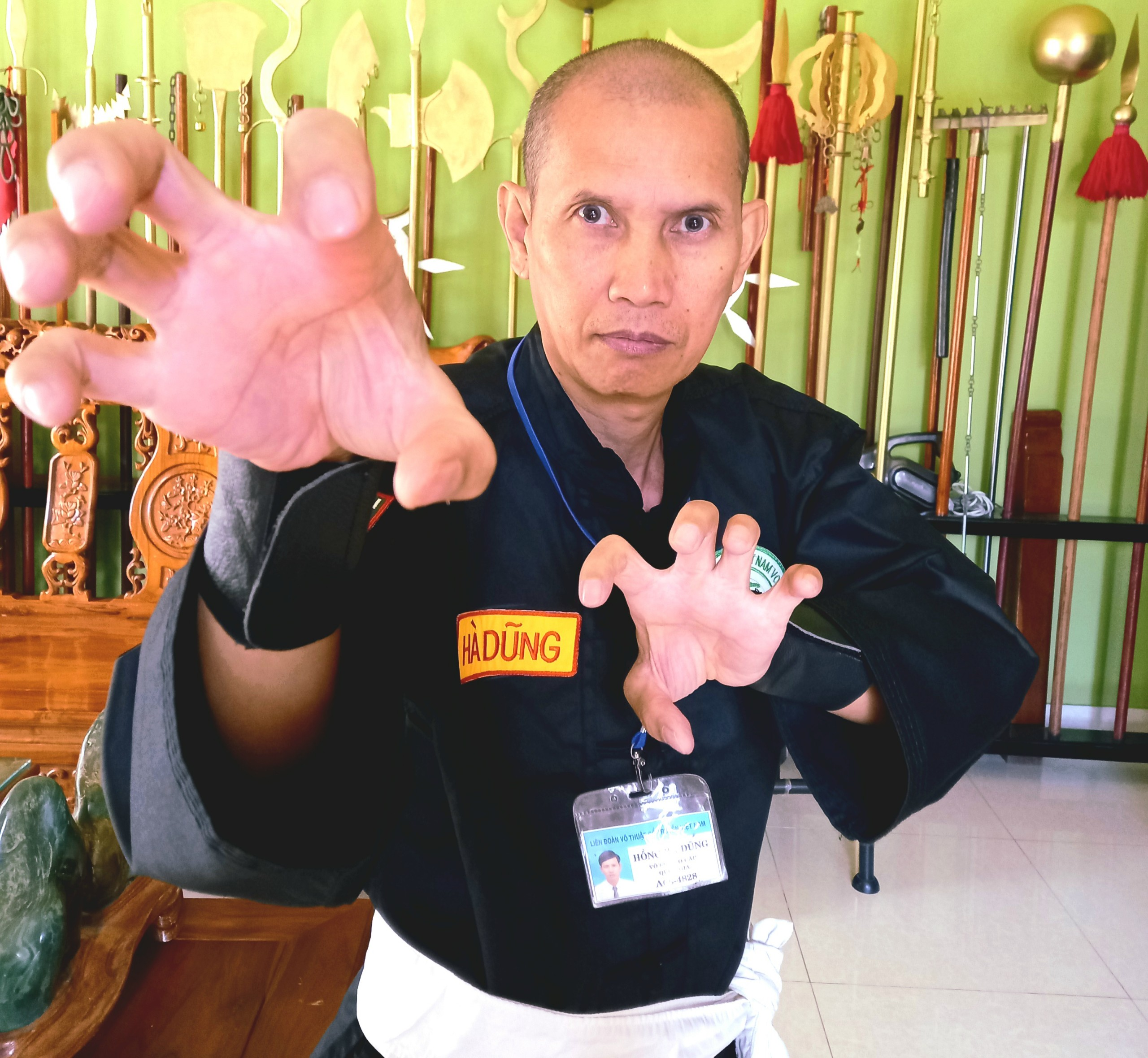
un combattant de wuxing quan

Le Wuxing quan (chinois : 五形拳 ; pinyin : wǔ xíng quán ; litt. « Boxe des cinq formes », abrégé en (五拳, wǔ quán, « boxe des cinq ») est art martial bouddhiste originaire d'un Monastère Shaolin du Sud, à Quanzhou, dans la province du Fujian. Son nom est tiré du 五拳精要, wǔ quán jīngyào, « essentiels de la boxe des cinq »).